# معهد الإسكندرية العالي للهندسة والتكنولوجيا
معهد الإسكندرية العالي للهندسة والتكنولوجيا هو معهد عالي خاص تابع لوزارة التعليم العالي المصرية، أنشئ طبقًا للقرار الوزاري رقم (1103) لسنة 1997 يقدم شهادة البكالوريوس في الهندسة، يقع المعهد في منطقة مصطفى كامل بحي سموحة في مدينة الإسكندرية بجمهورية مصر العربية.

## عن المعهد
المعهد أحد معاهد الهندسة الخاصة والمعتمدة داخل جمهورية مصر العربية، كما أنه يتوفر به قسم الميكاترونيات والذي يضم دراسة 3 أقسام وهي " الهندسة الميكانيكية والهندسة الالكترونية والهندسة الكهربية"، كما يعد أحد أقدم المؤسسات التعليمية الهندسية الخاصة داخل جمهورية مصر العربية.[بحاجة لمصدر]

## نظام الدراسة
مدة الدراسة في المعهد هي خمس سنوات منهم سنة إعدادية؛ يحصل بعدها الطالب المُتخرِّج على شهادة البكالوريوس في أحد التخصصات الآتية:
- بكالوريوس هندسة الإلكترونيات والاتصالات.
- بكالوريوس هندسة الحاسبات.
- بكالوريوس هندسة الميكاترونيات.
- بكالوريوس الهندسة الصناعية.[2]

السنة الدراسية في المعهد مقسمة إلى فصلين دراسيين (15 أسبوعًا لكل منهما)، وفصل دراسي صيفي للراسبين في بعض المواد (6 أسابيع).
السنة الإعدادية تكون مُشتركة لجميع طلاب الأقسام الأربعة:
- هندسة الإلكترونيات والاتصالات
- هندسة الحاسبات
- هندسة الميكاترونيات
- الهندسة الصناعية

وتكون السنة الأولى مُشتركة لطلاب الأقسام الثلاثة التالية:
- هندسة الإلكترونيات والاتصالات
- هندسة الحاسبات
- هندسة الميكاترونيات

لغة الدراسة والامتحانات هي اللغة الإنجليزية.

## شروط القبول
يقبل المعهد طلاب الثانوية العامة المصرية المرشحين من الشعبة الهندسية عن طريق مكتب تنسيق القبول بالمعاهد والجامعات، كذلك الطلاب المتقدمين بطلبات تحويل بعد موافقة وزارة التعليم العالي والطلاب الحاصلين على شهادات معادلة من الدول العربية والأجنبية وحملة الدبلومة الأمريكية وشهادة الثانوية البريطانية وشهادة الثانوية الأزهرية وكذلك يقبل المعهد الطلاب المرشحين من غير أبناء جمهورية مصر العربية طبقاً للنظم العامة للدولة والقواعد التي تحددها وزارة التعليم العالي.

## مصاريف الدراسة
المعهد غير تابع للحكومة ماليًا، لذلك يتم دفع مصروفات تعليمية من المنتسبين للمعهد لتمويل الخدمات المقدمة.
المصاريف الدراسية الخالصة (للعام الدراسي 2024-2025)33026.5 جنيهًا مصريًا للسنة الدراسية الواحدة للطلاب المصريين.

## هيئة التدريس
يُدرِّس في المعهد مجموعةٌ من الأساتذة المصريين الحاصلين على درجة الدكتوراه في الهندسة أو في التخصصات المقاربة كالعلوم وتكنولوجيا المعلومات بدرجةٍ أقل. كما يقوم بالتدريس بعض الأستاذة المُنتدبين، بعض أعضاء هيئة التدريس يقومون أيضًا بالتدريس في معاهد أو كليات مشابهة (بالأخص كلية الهندسة بجامعة الإسكندرية، وجامعة فاروس والأكاديمية العربية للعلوم والتكنولوجيا والنقل البحري) .

## وصلات خارجية
- الموقع الرسمي للمعهد